# Phelipanche aegyptiaca
Espèce
Classification phylogénétique
Phelipanche aegyptiaca, l'Orobanche égyptienne, est une espèce de plantes dicotylédones de la famille des Orobanchaceae, originaire de l'Ancien monde.
C'est une plante herbacée parasite obligatoire (holoparasite), sans chlorophylle, qui affecte une vaste gamme de plantes-hôtes, dont de nombreuses cultures importantes sur le plan économique. Elle est particulièrement répandue au Moyen-Orient.
La lutte sélective contre l'orobanche égyptienne est très difficile car l'association étroite entre la culture-hôte et le parasite limite le recours tant aux moyens mécaniques qu'aux herbicides.
L'orobanche égyptienne est connue en Eurasie, à côté de l'orobanche du tournesol (Orobanche cumana Wallr.), comme parasite spécifique du tournesol. Elle se distingue de l'orobanche penchée (Orobanche cernua Loefl) par la spécificité de ses hôtes et par ses caractéristiques morphologiques. L'orobanche égyptienne est un parasite qui cause de graves dommages aux cultures de tournesol (Helianthus annuus L.).

## Biologie
L'orobanche égyptienne se reproduit exclusivement par graines qu'elle est capable de produire en très grandes quantités. Ces graines, très petites (de 0,15 à 0,5 mm de long) sont dispersées par le vent, les animaux, les eaux de ruissellement ou par des moyens plus artificiels tels que les machines agricoles. Elles survivent longtemps dans le sol où elles peuvent rester viables pendant plus de 15 ans. Lorsque les graines sont relâchées, elles sont en dormance et ont besoin d'une période de maturation qui s'achève vers la fin de la saison sèche. 
Au début de la saison des pluies, les graines s'imbibent d'eau et entrent dans une phase de conditionnement qui dure d'une à trois semaines, sous réserve d'une température optimale, entre 15 et 21 °C. À ce stade, les graines ont seulement besoin d'un signal chimique provenant des racines d'une plante-hôte pour germer. Les graines peuvent rester dans cet état conditionné pendant plusieurs mois. Si la graine ne reçoit jamais le signal chimique nécessaire à sa germination, elle revient à son état de dormance, prête à être conditionnée à nouveau dès lors que survient une nouvelle saison des pluies.
Quand une graine ainsi préparée reçoit un signal chimique provenant des racines d'une plante-hôte, elle germe, formant alors un tube germinatif qui pousse en direction de l'hôte. Au contact d'une racine de l'hôte, elle forme un haustorium qui est l'organe de fixation de l'orobanche sur l'hôte. l'haustorium pénètre dans l'épiderme et se développe dans le cortex, établissant une connexion avec le système vasculaire de l'hôte. Le parasite est alors en mesure de puiser au détriment de ce dernier l'eau et les éléments nutritifs qui lui sont nécessaires.
À ce stade, Phelipanche aegyptiaca pousse rapidement, émettant des tiges fleuries au-dessus du sol. La floraison s'étale de février à mai. 
Une plante de taille moyenne peut produire plus de 400 fleurs produisant chacun environ 500 graines. Le cycle biologique complet de ce parasite, s'il se déroule en une seule saison, dure de 10 à 15 semaines.

## Synonymes
Selon Catalogue of Life (22 octobre 2015) :
- Kopsia aegyptiaca (Pers.) Caruel
- Kopsia longiflora Dum.
- Orobanche aegyptiaca Pers.
- Orobanche aemula Beck
- Orobanche delilei Decne.
- Orobanche indica Buch.-Ham. ex Roxb.
- Orobanche longiflora Trev.
- Orobanche parasitica Fischer ex G. Beck.
- Orobanche pedunculata Viv.
- Orobanche pushpitoi M. R. Almeida
- Orobanche ramosa Del. ex Decne.
- Orobanche ramosa var. indica O. Kuntze
- Orobanche tricholoba (Reut.) Domina
- Phelipaea aegyptiaca (Pers.) Walpers
- Phelipaea aegyptiaca var. delilei Reut.
- Phelipaea aleppensis Reut. ex Boiss.
- Phelipaea delilei Walp.
- Phelipaea indica (Buch.-Ham. ex Roxb.) G. Don
- Phelipaea longiflora (Pers.) C. A. Meyer
- Phelipaea melongenae Noe ex G. Beck
- Phelipaea pedunculata Walp.
- Phelipaea ramosa var. grandiflora Ledeb.
- Phelipaea tricholoba Reuter
- Phelipanche aegyptiaca subf. albiflora Bornmüller
- Phelipanche aegyptiaca var. aemula G. Beck
- Phelipanche aegyptiaca f. delilei G. Beck
- Phelipanche aegyptiaca f. fastigiata G. Beck
- Phelipanche aegyptiaca f. rectiflora G. Beck
- Phelipanche aegyptiaca var. tricholoba (Reuter) G. Beck
- Phelipanche aegyptiaca f. vera G. Beck (synonyme)

## Plantes-hôtes
L'orobanche égyptienne accepte une gamme très diversifiée de plantes-hôtes dicotylédones. On y compte notamment des Cucurbitaceae (pastèque, melon, concombre, courges), des Solanaceae (tomate, aubergine, pomme de terre, tabac), des Brassicaceae (chou, chou-fleur, colza, moutarde, navet, roquette), des Fabaceae (arachide, pois, pois-chiche, lentille, fève, vesce), des Apiaceae (céleri, carotte, cumin, fenouil), ainsi que le tournesol, le basilic, l'olivier, l'abricotier, le grenadier, le sésame, l'épinard, le kénaf, le chanvre, le chrysanthème et le gazania,. 